# Coronación de la Virgen (Fra Angelico, Uffizi)
La Coronación de la Virgen es un cuadro del pintor italiano del Renacimiento temprano Fra Angelico, realizado alrededor de 1432. Como indica el nombre por el que se conoce, es una representación pictórica de un tema religioso cristiano, la coronación de la Virgen María. Actualmente se encuentra en la Galería de los Uffizi de Florencia. El artista realizó otra Coronación de la Virgen (c. 1434-1435), actualmente en el Louvre de París.

## Historia
La obra se menciona como de Fra Angelico en un manuscrito de la Biblioteca Nacional de Florencia, y Giorgio Vasari escribe que se encontraba en la iglesia de San Egidio de Florencia. Se conocen dos paneles de la predela que en su día formaron parte de la obra; representan los Desposorios y el Entierro de la Virgen, y se exponen actualmente en el museo Nacional de San Marcos de Florencia.

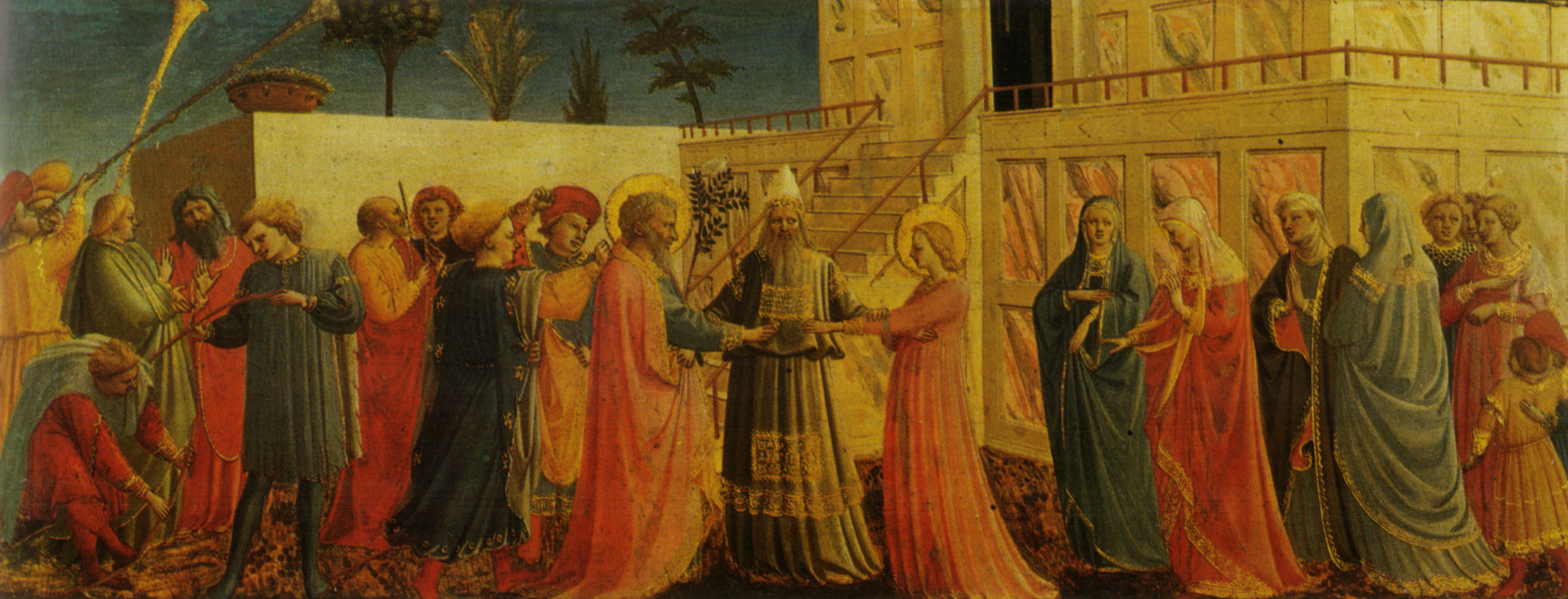
Detalle de la predela con las Bodas de la Virgen

El retablo llegó a los Uffizi en 1825. El marco actual data de este período.

## Descripción
El cuadro tiene un fondo dorado, herencia de la pintura medieval, sobre el que hay un pequeño paraíso donde se celebra la Coronación.
Representa a Cristo coronando a la Virgen; ambos están rodeados de rayos (ejecutados mediante una técnica de grabado sobre el fondo dorado) que simbolizan la luz divina. La pintura tiene un tono místico que se encuentra en otras obras de Fra Angelico, con una gran multitud de santos, ángeles y figuras benditas que realzan este aspecto. A la izquierda, en primer plano, se encuentra San Egidio, titular de la iglesia que albergaba originalmente la obra. Su rostro está tal vez inspirado en el de Antonino Pierozzi, antiguo prior del convento de San Marcos al que pertenecía Fra Angelico. Le siguen Cenobio de Florencia, San Francisco y Santo Domingo. En el lado derecho hay santas, entre ellas una María Magdalena arrodillada. En las últimas filas hay ángeles músicos.
La estructura de la obra y el uso de colores brillantes muestra la influencia del maestro de Angelico, Lorenzo Monaco, quien ejecutó otra Coronación de la Virgen, también en los Uffizi.